# 黄埔軍官学校
黄埔軍官学校（こうほぐんかんがっこう）とは、中国国民党の孫文が1924年に広東省黄埔に設立した中華民国陸軍軍学校の、設立当初の通称である。黄埔軍官学校の設立は孫文の主要な顧問となっていた、コミンテルンの工作員ミハイル・ボロディンの進言によるものであった。当時は第一次国共合作が行われていたため、中国国民党だけでなく、中国共産党の軍人も入校した。黄埔は北京語ではホアンプー (Huangpu)、広東語でウォーンボウと読み、英語では Whampoa とあてる。

## 歴史

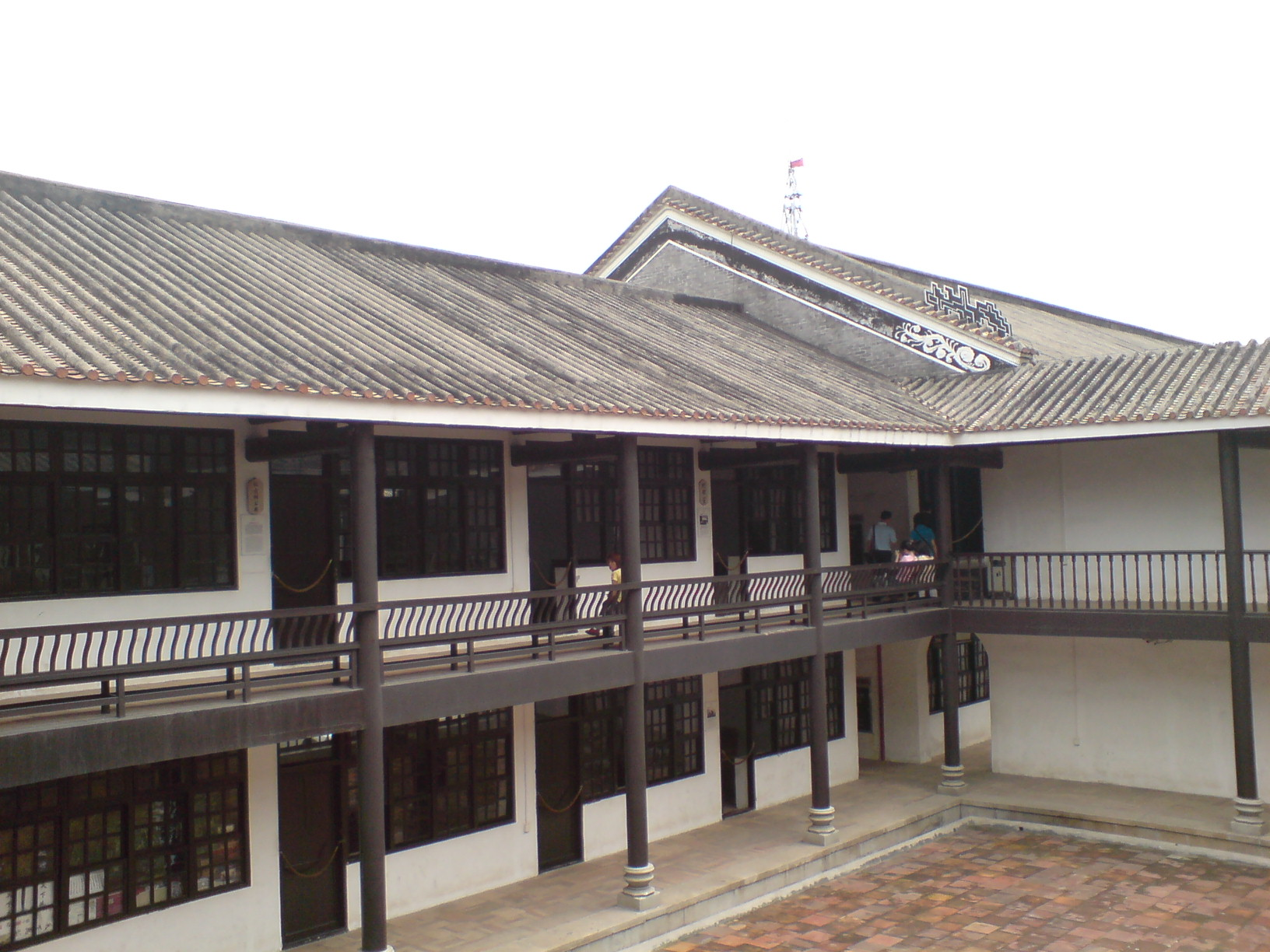
校舎

北伐を志す孫文は1923年8月に蔣介石をソ連に派遣して3ヶ月間軍制の視察をさせた。1924年1月20日広州の広東高等師範学校において国民党は第一回全国代表大会を開くと「連ソ容共政策」が具体的になり、政策実践のため軍閥から独立した党軍が必要であるとして軍官学校（士官学校）を創設することになった。その場所は以前、広東陸軍学堂と広東海軍学校があった広東省広州の長洲島にある黄埔とされた。5月には蔣介石が校長、廖仲愷が軍校駐在の国民党代表、李済深が教練部主任、王柏齢が教授部主任、戴季陶が政治部主任、何応欽が総教官、共産党員の中からも葉剣英が教授部副主任、周恩来が政治部副主任に就任した。毛沢東も、面接に試験官であった。
5月5日に3,000名の受験生の中から選ばれた350名が入学し三個隊に編成され、予備合格120名は5月7日第四の隊に編成された。6月16日開校式典を挙行し、孫文が演説、その一節は中華民国国歌となった。
黄埔軍官学校には当時革命軍にいた才能ある人材が集まったが、卒業生の中には、のちに人民解放軍の指揮官となった徐向前、国民党軍指揮官となった杜聿明、胡宗南、鄭洞国らがいる。その教師と卒業生で組織された革命軍「教導団」は1925年1月の第一次東征の後に「党軍」となった。この学校を卒業した者はのちに国民革命軍の中核となっていき、また在学生や卒業生が国民政府の統治に大きく貢献したので、蔣介石は急速に影響力を増した。また国民党の幹部だけでなく共産党の指揮官になった林彪、彭徳懐、陶鋳などもこの学校の出身者である。国民党が独自の軍隊を組織できるようになったことで、従来までのように地方軍閥に依存することなく、国民革命を推進できるようになった。
黄埔軍校の最初の教員はソ連から来た者が多く、ヴァシーリー・ブリュヘルなど赤軍の指揮官もいた。しかし、北伐期間中、国共分裂したため、ソ連や共産党系教員、学生は引き上げている。
広州が1928年に軍閥の攻撃を受けたため、南京に移り、1938年日本軍の南京占領後は成都に移転した。第二次世界大戦後、国共内戦により、共産党が勝利し、国民党は台湾に逃れた。1950年黄埔軍官学校は台湾高雄県鳳山市で陸軍軍官学校として再建された。黄埔軍官学校の跡地 (zh:黄埔军校旧址) は1988年に中華人民共和国の全国重点文物保護単位に指定された。